# SDR SDRAM

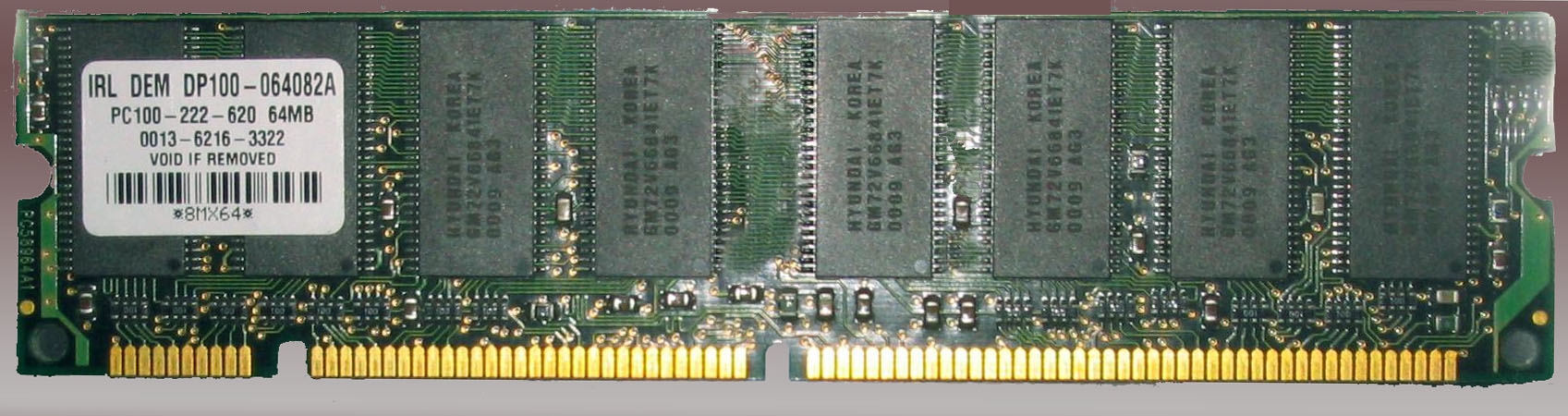
Modul SDR SDRAM cu 168 pini

SDR SDRAM (Single Data Rate Synchronous Dynamic Random Access Memory) este un tip de memorie RAM care poate accepta o singură comandă (doar în creștere) și poate transfera un cuvânt de date pe ciclu de ceas (0-1 sau 1-0). SDRAM este, de asemenea, mai rapid decât predecesorii săi EDO-RAM și FPM-RAM.

SDR SDRAM a fost prima generație de memorie RAM care a apărut în 1993 până în anul 2002 pe calculatoarele din generația Pentium III și Athlon.
Frecvențele tipice ale ceasului sunt 66, 100 și 133 MHz (perioade de 15, 10 și 7,5 ns), respectiv PC66, PC100 și PC133, la o tensiune de 3,3 V. Au fost disponibile rate de ceas de până la 200 MHz.
Modulele SDR SDRAM sunt cel mai frecvent de 4, 8 sau 16 biți, care pot transfera 64 biți (non ECC) sau 72 (ECC) pe ciclu, iar cipurile sunt, în general, asamblate în DIMM-uri cu 168 de pini, având 2 crestături la partea de jos.
Cipuri de memorie tip SDRAM încă se mai produc pentru a echipa diferite dispozitive portabile cum ar fi media player sau CD-Player.
SDR SDRAM a fost urmată de standardele DDR (DDR SDRAM, DDR2 SDRAM, DDR3 SDRAM, DDR4 SDRAM și DDR5 SDRAM).

## Specificații
| Modul | Frecvența | Transfer  |
| ----- | --------- | --------- |
| PC66  | 66 MHz    | 533 MB/s  |
| PC100 | 100 MHz   | 800 MB/s  |
| PC133 | 133 MHz   | 1066 MB/s |
| PC150 | 150 MHz   | 1200 MB/s |